# Luolajärvi (sjö i Lappland, Finland, vid Sunijärvi)
Luolajärvi är en sjö i Finland. Den ligger i kommunen Posio i landskapet Lappland, i den norra delen av landet, 700 km norr om huvudstaden Helsingfors. Luolajärvi  ligger 290 meter över havet. Arean är 65 hektar och strandlinjen är 7,67 kilometer lång. Sjön  ingår i Kemi älvs huvudavrinningsområde.   Den ligger vid sjön Sunijärvi. Den sträcker sig 1,3 kilometer i nord-sydlig riktning, och 1,0 kilometer i öst-västlig riktning.